# Лейс, Хендрик
Барон (с 1862) Ян Август Хендрик Лейс (нидерл. Jan August Hendrik Leys) или Анри Лейс (фр. Henri Leys, 18 февраля 1815, Антверпен — 26 августа 1869, там же) — бельгийский художник, который стремился воскресить манеру «старых мастеров» Нидерландов и Германии. Обладатель ордена Почётного легиона и баварского ордена св. Михаила.
Сын управляющего антверпенской типографией, которая специализировалась на печати на старых медных пластинах изображений религиозного свойства. Первая гравюра Лейса изображала похороны и был выполнена для лавки его отца в 1831 году. В Академии художеств учился у Густава Вапперса и Маттеуса ван Бре. В 1829—1832 годах работал в студии своего родственника Фердинанда Бракелера.
В 1835—1839 годах Лейс жил в Париже, где испытал влияние романтиков (в первую очередь Делароша). В 1839 году посетил Нидерланды, а в 1852 году — Германию. Находился под сильным влиянием творчества нидерландских и немецких мастеров XVI—XVII веков. Писал картины на исторические и бытовые темы. Получив золотые медали на нескольких всемирных выставках в Париже, прославился на всю Европу. Заказы к нему поступали из Франции, Великобритании, России. Критики превозносили в его полотнах историческую достоверность обстановки и реалистичность поз, сравнивали его с Вальтером Скоттом.
С 1863 года до конца жизни возглавлял монументальные работы по росписи реконструированной Антверпенской ратуши. В этих трудах ему помогали многочисленные ученики (Альма-Тадема, племянник Анри Бракелер и т. д.). Последователями Лейса признавали себя, среди прочих, швед Розен и француз Тиссо. Похоронен на антверпенском кладбище Схонселхоф.